# سراب خمزان كوتشك (دشت روم)
سراب خمزان كوتشك (بالفارسية: سراب خمزان کوچک) هي قرية تقع في إيران في قسم دشت روم الريفي. يقدر عدد سكانها بـ 16 نسمة بحسب إحصاء 2016.